# (217628) Lugh
(217628) Lugh es un asteroide que forma parte de los asteroides Apolo, descubierto el 17 de abril de 1990 por Antonín Mrkos desde el Observatorio Kleť.

## Designación y nombre
Designado provisionalmente como 1990 HA. Fue nombrado por Lug (o Lugus) quien es el dios celta del sol y la luz. Era conocido por muchas habilidades como herrero, guerrero, druida y bardo. Su nombre ha sido conmemorado en numerosos topónimos de la antigua Europa celta. El festival de la cosecha de verano llamado Lugnasad lleva su nombre. El nombre fue sugerido por M. Tichy.

## Características orbitales
Lugh está situado a una distancia media del Sol de 2,528 ua, pudiendo alejarse hasta 4,326 ua y acercarse hasta 0,730 ua. Su excentricidad es 0,711 y la inclinación orbital 4,436 grados. Emplea 1468,15 días en completar una órbita alrededor del Sol.
Los próximos acercamientos a la órbita terrestre ocurrirán el 28 de noviembre de 2026, el 9 de diciembre de 2030 y el 11 de febrero de 2035.

## Características físicas
La magnitud absoluta de (217628) Lugh es 16,67 y tiene 1,4 km de diámetro